# Synodus variegatus
Anoli bigarré, Anoli d'Engleman, Dard de rocher, Poisson-lézard tacheté, Poisson-lézard varié
Espèce
Statut de conservation UICN

 LC 03 mars 2015 : Préoccupation mineure
Synonymes
- Salmo variegatus
- Salmo varius
- Saurida rubrotaeniata
- Saurus englemani
- Saurus variegatus
- Synodus engelmani
- Synodus englamani
- Synodus englemani
- Synodus houlti
- Synodus variegates
- Synodus varius

Synodus variegatus, l’Anoli bigarré, Poisson-lézard tacheté, Anoli d'Engleman ou encore Dard de rocher, est une espèce de poissons téléostéens de la famille des Synodontidae.

## Systématique
L'espèce Synodus variegatus a été décrite pour la première fois en 1803 par Bernard-Germain de Lacépède (1756-1825), sous le nom Salmo variegatus, appelé le salmone varié .

### Synonymie
Selon Catalogue of Life 
- Salmo variegatus Lacepède, 1803
- Salmo varius Lacepède, 1803
- Saurida rubrotaeniata Liénard, 1891
- Saurus englemani (Schultz, 1953)
- Saurus variegatus (Lacepède, 1803)
- Synodus engelmani Schultz, 1953
- Synodus englamani Schultz, 1953
- Synodus englemani Schultz, 1953
- Synodus houlti McCulloch, 1921
- Synodus variegates (Lacepède, 1803)
- Synodus varius (Lacepède, 1803)

## Description
Synodus variegatus possède un corps allongé d'environ 30 cm, bien que certains spécimens puissent atteindre 40 cm.
Tête effilée et aplatie comme celle d'un lézard. La bouche est inclinée vers le haut et les yeux sont disposés sur la face supérieure de la tête, caractéristique des espèces qui s'enfouissent partiellement.
L'espèce possède des mâchoires garnies de dents, espacées sur la mâchoire supérieure et très acérées, au contraire de celles sur la mâchoire inférieure qui sont plus rapprochées.

## Distribution
Cette espèce se croise dans les océans Atlantique, Pacifique et Indien, plus particulièrement au large des Fidji, de l'Australie, de Hawaï, des Philippines, de la Nouvelle-Calédonie, des Maldives, du Kenya, des Îles Marshall, de la Papouasie Nouvelle-Guinée, du Timor oriental, de l'Égypte, du Guam, d'Israël, du Palau, à des profondeurs variant généralement de 5 à 60 m bien qu'elle puisse être retrouvée de 3 à 121 m de fond .

## Étymologie
Son épithète spécifique, variegatus, vient du latin vărĭĕgō « varier », faisant référence à la grande diversité de couleurs que peut arborer l'espèce.

## Comportement

### Proies
Synodus variegatus se nourrit principalement de poissons plus petits que lui comme Plagiotremus goslinei ou Thalassoma lutescens

### Prédateurs
Synodus variegatus est surtout la proie de poissons plus gros que lui, notamment les mérous, comme Pennahia argentata, le mérou céleste, Epinephelus merra (aussi appelé mérou étoile), ainsi que de la loche saumonée.

### Parasites
Synodus variegatus est l'hôte de divers endoparasites digènes, notamment Bivesicula synodi, Cainocreadium labracis, Coitocaecum hawaiensis, Coitocaecum manteri, Lecithophyllum vogeae ou d'ectoparasites copépodes comme Abasia pillaii, Metataeniacanthus epigri, Metataeniacanthus solidus, Metataeniacanthus vulgaris, 

## Publication originale
- B.G.E. de la V. Lacépède, Histoire naturelle des poissons : 11 tomes (publication), Inconnu, Paris, 1803.